# مرکز پژوهش و آموزش مستندسازی هند

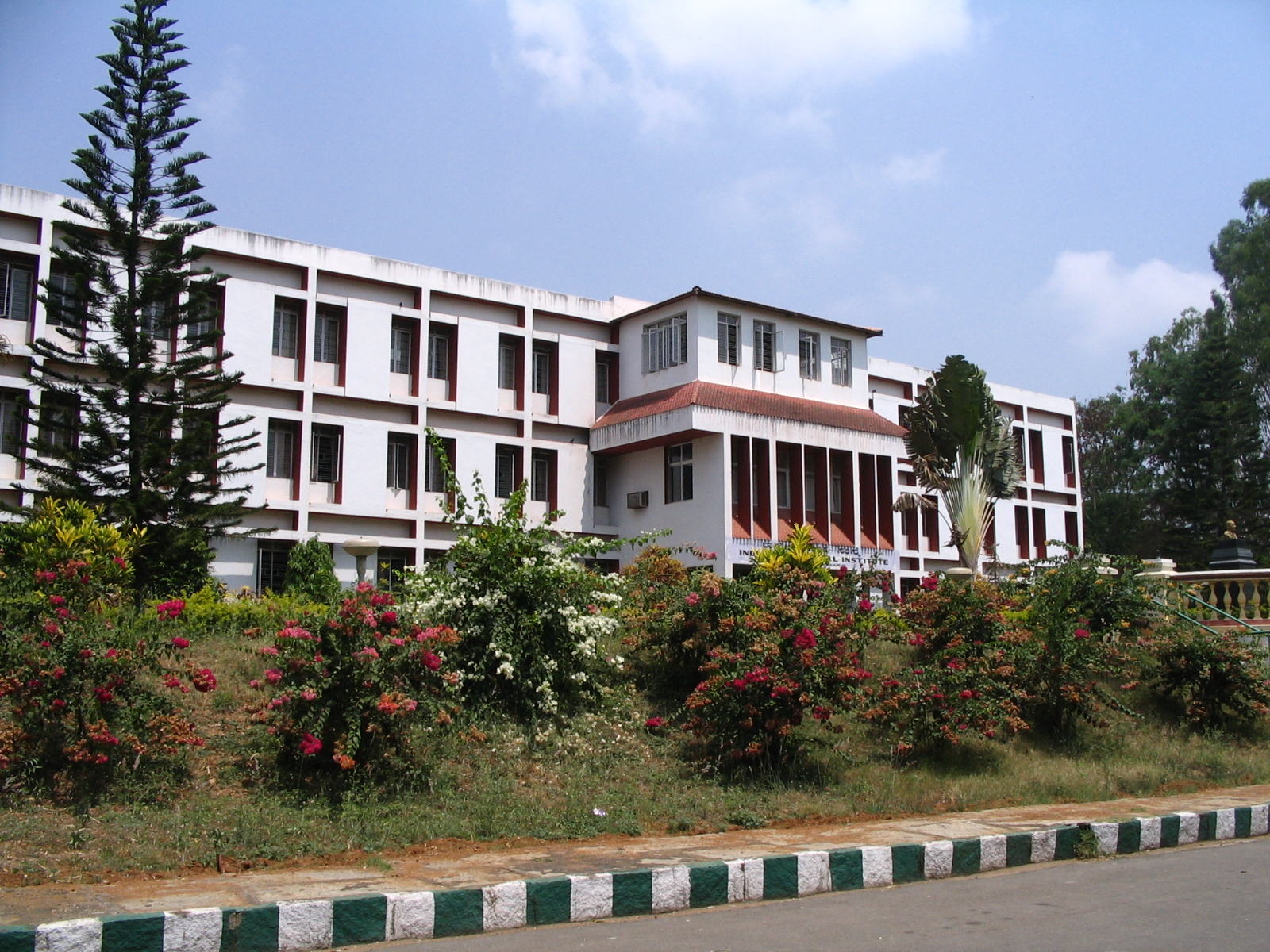
ساختمان مرکزی شعبهٔ بنگلور مؤسسهٔ آمار هند که مرکز پژوهش و آموزش مستندسازی هند در آن واقع است

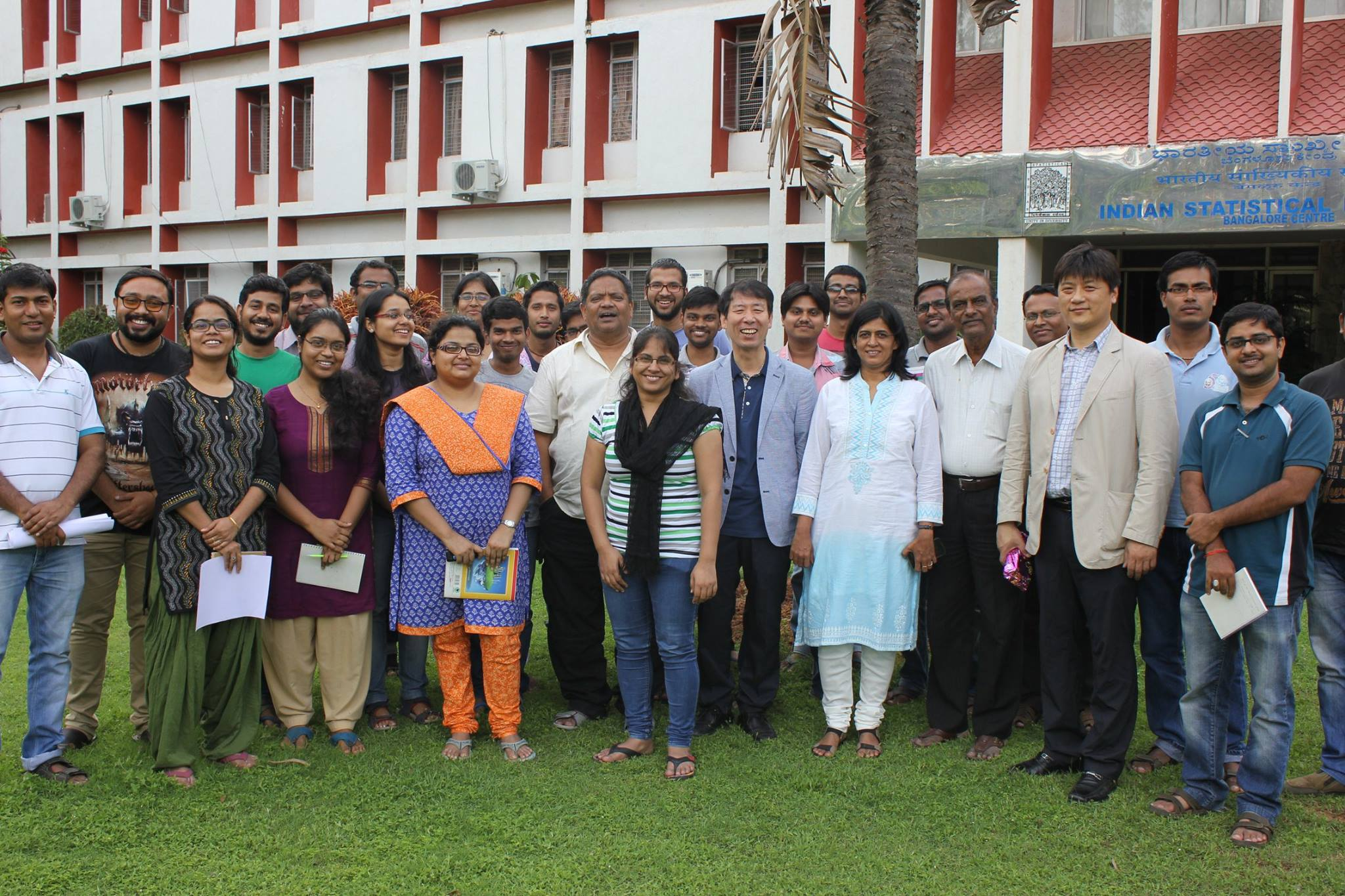
استادان و دانشجویان مرکز پژوهش و آموزش مستندسازی هند

مرکز پژوهش و آموزش مستندسازی هند (DRTC) یک مرکز تحقیقاتی (و یک «دپارتمان» یا گروه آموزشی) برای علوم کتابداری و اطلاع‌رسانی و رشته‌های مرتبط است، که در محل شعبهٔ مؤسسهٔ آمار هند در شهر بنگلور قرار دارد. این مرکز در آوریل ۱۹۶۲ میلادی توسط پروفسور رانگاناتان (ریاضیدان و کتابدار، پدر علوم مدرن کتابداری و اطلاع‌رسانی هند) و با تشویق پروفسور ماهالانوبیس در مؤسسهٔ آمار هند ایجاد شد.
این مرکز، برگزارکنندهٔ دوره‌های کارشناسی ارشد «علوم کتابداری و اطلاع‌رسانی» برای مؤسسهٔ آمار هند است و همچنین مرکزی آموزشی و پژوهشی برای دانشجویان مقطع دکترا در رشتهٔ علم اطلاع‌رسانی به‌شمار می‌رود. این مرکز را شاید بتوان یگانه «مدرسهٔ اطلاع‌رسانی» (iSchool) قوی و معتبر هند دانست. پژوهش‌های این مرکز، عموماً در حیطهٔ کاربرد فناوری اطلاعات در علوم کتابداری و اطلاع‌رسانی است.
مرکز پژوهش و آموزش مستندسازی هند به‌عنوان بهترین مرکز پژوهشی هند در زمینه‌های علم کتابداری و علم اطلاع‌رسانی شناخته می‌شود. این مرکز دارای برنامهٔ پژوهشی بسیار قوی است و در برگزاری دوره‌های دکتری نیز با دانشگاه ترنتو ایتالیا همکاری می‌کند.
در سال ۲۰۱۲ میلادی، پنجاهمین سالگرد تأسیس این مرکز با برگزاری «کنفرانس بین‌المللی رویکردهای جدید در دینامیک دانش و اطلاعات» (ICTK 2012) جشن گرفته شد.